# Furia Infernalis
Furia infernalis (известна также под большим количеством названий, таких как «адская муха», «огненный червь») — загадочное маленькое животное, похожее на червя или насекомое, вера в реальность существования которого была на протяжении XVIII и XIX веков повсеместно распространена в северной Швеции, Финляндии и регионе Ливонии, якобы способное своими укусами наносить человеку серьёзные раны и вызывать появление язв. Вера в это существо являлась в первую очередь составляющей фольклора перечисленных регионов, однако его описания имеются и в трудах авторитетных учёных того времени, в том числе Даниэля Карлссона Соландера и Карла Линнея. Статьи о существе включались в энциклопедии вплоть до начала XX века, но в то время оно уже описывалось как фантастическое.
Современной наукой существование Furia infernalis не признаётся. Те симптомы, которые ранее приписывались укусам этого существа, современная медицина объясняет другими причинами.

## Описание

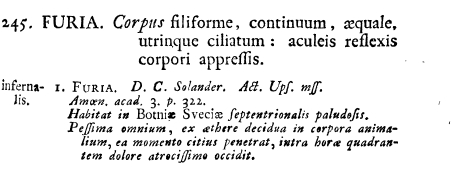
Описание Furia infernalis, сделанное Карлом Линнеем в его «Системе природы». Том 1, стр. 647 (10-е издание, 1758).

Первое полноценное описание существа с обозначением его латинского названия — Furia infernalis — было сделано шведским ботаником Даниэлем Соландером в 1757 году для статьи в «Универсальной энциклопедии прошлого и настоящего» (нем. Universal-Lexikon der Gegenwart und Vergangenheit) Генриха Августа Пайрера. Однако другими авторами оно упоминалось намного раньше. В частности, Карл Линней, согласно его записям от 1728 года, считал, что во время прогулки в окрестностях Лунда был укушен или уколот этим существом. В «Энциклопедии медицинских наук» (Encyclopädischen Wörterbuch der medicinischen Wissenschaften) 1830 года указано, что Линней ввёл для него название Furia infernalis.
В этих научных статьях, а также в народных историях Furia infernalis описывается как нечто вроде червя или насекомого, существо очень малого размера, всего «несколько линий» длиной, не толще волоса, покрытое тонкой щетиной и имеющее похожее на колючку жало. Обитало оно якобы на деревьях или в болотистых тростниковых зарослях и переносилось с помощью ветра. Атака его на человека или животное могла производиться посредством укуса, ужаления или проникновения в кожу в мышцы; в области поражения на теле первоначально нет симптомов, но затем появляется становящаяся всё более крупной и ярко выраженной эритема. Дальнейшее развитие болезни, вызванной существом, якобы включало страшный зуд, гангрену, боли в горле, судороги, обмороки, а при отсутствии лечения — мучительную смерть. В качестве лечения Линней рекомендовал быстрое вырезание повреждённого участка кожи. В шведской народной медицине, однако, для лечения часто применялись компрессы со свежим сыром, который, как считалось, способен вытянуть существо из тела.
Реальность существования Furia infernalis оспаривалась многими учёными даже того времени — например, Иоганн Фридрих Блюменбах и Карл Асмунд Рудольфи считали веру в него необоснованной. В XIX и начале XX века учёные в различных энциклопедиях предполагали, что симптомы, которые приписываются укусу этого животного, могут быть тяжёлыми воспалительными реакциями на укусы обычных насекомых, последствиями инфекций, попавших в открытые раны и вызвавших заражение крови, фурункулами или локальными симптомами описанных инфекционных заболеваний, таких как оспа или сибирская язва. В качестве ещё одного возможного объяснения в настоящее время называются сильные аллергические реакции, вызванные укусами насекомых.